# La Promesse (miniserie televisiva)
La Promesse è una miniserie televisiva francese in sei episodi, creata da Anne Landois e trasmessa su TF1 dal 7 al 21 gennaio 2021.
La miniserie è stata distribuita in anteprima sulla piattaforma di Video on demand Salto l'11 dicembre 2020.

## Trama
Una ragazzina di undici anni, Charlotte Meyer, scompare nelle Landes durante le tempeste che hanno colpito a fine dicembre 1999 l'Europa. Il capitano Pierre Castaing conduce le indagini fino alla sua morte. Vent'anni dopo, Sarah Castaing, figlia di Pierre, si ritrovera a vivere una situazione simile. Nel corso della serie si scoprirà che i due elementi sembrano essere connessi tra loro.

## Produzione

### Riprese
Le riprese, programmate inizialmente tra febbraio e maggio 2020, sono state interrotte a causa della Pandemia di COVID-19. Le riprese sono poi ripartite il 16 giugno e sono terminate il 18 agosto 2020.

In un'intervista a Télé 7 jours, Sofia Essaïdi  ha confidato: 
Le riprese, così come la serie, si sono svolte nella regione della Nuova Aquitania, nei dipartimenti della Gironda e delle Landes, in particolare nei comuni di Mont-de-Marsan, Dax, Bordeaux, Capbreton, Léon, Moliets-et-Maa, Saint-Sever e Lit-et-Mixe.